# No Name (Colorado)
No Name es un lugar designado por el censo ubicado en el condado de Garfield en el estado estadounidense de Colorado. En el Censo de 2010 tenía una población de 123 habitantes y una densidad poblacional de 268,31 personas por km².

## Geografía
No Name se encuentra ubicado en las coordenadas 39°33′35″N 107°17′34″O / 39.55972, -107.29278. Según la Oficina del Censo de los Estados Unidos, No Name tiene una superficie total de 0.46 km², de la cual 0.46 km² corresponden a tierra firme y (0%) 0 km² es agua.

## Demografía
Según el censo de 2010, había 123 personas residiendo en No Name. La densidad de población era de 268,31 hab./km². De los 123 habitantes, No Name estaba compuesto por el 96.75% blancos, el 0% eran afroamericanos, el 0% eran amerindios, el 0% eran asiáticos, el 0% eran isleños del Pacífico, el 0% eran de otras razas y el 3.25% pertenecían a dos o más razas. Del total de la población el 5.69% eran hispanos o latinos de cualquier raza.